# Ove Weiss
Ove Weiss, född 11 mars 1940, är en dansk redaktör. Han är gift med den socialdemokratiska politikern Birte Weiss, med vilken han har sönerna Jakob och Lars som är journalist på Berlingske respektive folketingskandidat för Socialdemokraterne.
Efter avslutad journalistutbildning blev Weiss anställd som redaktionssekreterare på Folkebladet i Randers. Han arbetade även en tid som pressekreterare på den socialdemokratiska tidningen Aktuelt, som journalist på Christiansborg och som talskrivare för Jens Otto Krag och andra framstående socialdemokrater. Under 1970-talet var han journalist och politisk redaktör på morgontidningen Information, och bildade tillsammans med flera kulturpersonligheter den alternativa tidningen Demokraten Weekend 1977 som ägdes av dess anställda. Han var själv redaktör för denna och vid sidan om var han även redaktör för ett antal facktidskrifter. Därefter var han även press- och informationschef för danska LO. Han är sedan 1990-talet kommentator på Danmarks Radio P1, särskilt knuten till samhällsprogrammet Orientering. Från 2004 har han även varit korrespondent för nordiska medier i London, Stockholm och Sarajevo.
För sitt journalistiska arbete har Weiss tilldelats Bordin-prisen och LO:s kulturpris.